# JR貨物コキ73形貨車
JR貨物コキ73形貨車（JRかもつコキ73がたかしゃ）は、日本貨物鉄道（JR貨物）が各種海上コンテナ輸送用として2016年（平成28年）度に製作した貨車（コンテナ車）である。

## 概要
JR貨物におけるISO規格の海上コンテナ輸送はコキ100系とコキ200形で行われており、高さ8 ft 6 in (2,591 mm) の標準コンテナは東海道本線・山陽本線など各線区での輸送が可能であるが、国際海上コンテナで多用される高さ9 ft 6 in (2,896 mm) の背高（ハイキューブ）コンテナは多くの線区でトンネルなど建築限界を支障するため、東北本線系統の東京貨物ターミナル - 盛岡貨物ターミナル間の輸送に限定されていた。
JR貨物では車両限界の小さい線区でも背高コンテナの輸送を可能とするため、小径車輪を使用して車体中央部を低床化したコンテナ車を試作することになり、2016年にコキ73形が登場した。

## 構造
高さ9 ft 6 inの背高海上コンテナを積載するため、積載部の床面高さはコキ100系の1,000mmより約300 mm低い740 mmとなった。デッキの高さは従来車並みで、コンテナ積載部が一段低くなっている。車体形状は1996年に試作されたコキ72形に類似するが、車体色は水色となっている。
荷重は48 tおよび30.5 tで、40 ftコンテナ1個または20 ftコンテナ2個の積載が可能である。台車は低床化のため小径車輪を使用しており、台車形式はFT17形である。

## 運用
コキ73-1は2016年1月に日本車輌製造で落成した。2018年にJR貨物は低床貨車を使用して2021年までに東海道・山陽本線で背高海上コンテナ輸送を開始することを発表していた。しかし、2017年の日本貨物鉄道産業労働組合と会社側との交渉の中ではコキ73形の試運転結果が思わしくなかったことが示唆されている。
各種試験と改良を経て、2021年9月より東北本線系統で営業運転を開始した。東京貨物ターミナル - 宇都宮貨物ターミナル間では4072・4073列車の機関車次位にコキ73形1両が連結されることがある。2022年度には3両が増備され、総数は4両となった。
その特殊構造から車両価格やメンテナンスコストが高くなることもあり、今後の増備に公的支援を要請していることが明かされた。2022年に実施された国土交通省「今後の鉄道物流のあり方に関する検討会」の席上において田口鉄道事業課長がJR貨物から聞いた話として「車両価格が非常に高くて、かつメンテナンスのコストも高いというのもあって、これを普及させるためには、少なくとも初期段階ではそれなりの公的支援がないとなかなかビジネス的にはペイしない」と述べている。JR貨物の2023年度事業計画ではコキ73形の増備予定は入っていない。
トラックドライバーの残業時間規制による2024年問題への対応もあり、日本政府はJR貨物と共同で2023年度内に低床貨車を用いた背高コンテナ輸送の実証実験を行い、まずは首都圏と日本海側を結ぶ路線で試運転の上で輸送の課題を検証するとしている。